# Лордкипанидзе, Давид Онисимович
Давид Онисимович Лордкипанидзе — советский педагог, доктор педагогических наук, профессор, действительный член АПН СССР (1974), заслуженный деятель науки Грузинской ССР.

## Биография
Родился в 1905 году в Тифлисе. Член КПСС.
С 1923 года — на хозяйственной, общественной и политической работе. В 1923—1987 гг. — преподаватель начальной школы, студент философского факультета Тбилисского университета, доцент Тбилисского государственного университета, директор Научно-исследовательского института педагогических наук Грузинской ССР, заведующий кафедрой педагогики Тбилисского государственного института.
Умер в 1992 году.

## Сочинения
- Дидактика Яна Амоса Коменского, 2 изд., М., 1949;
- Классик груз. педагогики Яков Гогебашвили, Тб., 1952;
- Педагогическое учение К Д. Ушинского, 3 изд., М., 1954;
- Принципы, организация и методы обучения, Тб., 1955;
- Великий чешский педагог Ян Амос Коменский, М., 1957.